# Jeanne de Bruijn
Jeanne de Bruijn (Noordoostpolder, 28 maart 1953) is emeritus hoogleraar in de sociologie aan de Vrije Universiteit Amsterdam.

## Biografie
De Bruijn studeerde arbeid en organisatiesociologie aan de Rijksuniversiteit Groningen en promoveerde in 1989 aan de Wageningen University Research op een dissertatie over de vrouwenarbeid in de arbeidssociologie in Nederland.
Van 1990 tot 2006 was ze hoogleraar beleid, cultuur en seksevraagstukken en hoogleraar sociologie van arbeid en zorg. Van 2006 tot 2012 was zij rector magnificus en hoogleraar sociologie aan de Universiteit van de Nederlandse Antillen en richtte er de faculteit Maatschappij en Gedragswetenschappen op. 
Haar onderzoeksthema's zijn Werk, Zorg en Gender, Huishoudelijk geweld, migratie en integratie en hoger onderwijs in SIDS (kleine eilanden die tevens ontwikkelingsland zijn). Ze was ook verbonden aan University College Roosevelt.
Ze is sinds 2013  lid van de Raad van Toezicht van JeugdBescherming Regio Amsterdam,  ze is voorzitter van de WODC begeleidingscommissie omtrent Seksueel geweld, is voorzitter van het bestuur van het Tijdschrift voor Genderstudies.

## Publicaties
- In de jaren negentig was ze de auteur van het Nationaal ZorgPlan en redacteur van International Sociology en het Tijdschrift voor Arbeidsvraagstukken.